# 63-я стрелковая дивизия (2-го формирования)
63-я стрелковая дивизия (63 сд) — воинское формирование (соединение, стрелковая дивизия) РККА в Великой Отечественной и Советско-японской войнах.
Дивизия участвовала в боевых действиях с 12 июля 1943 года по 3 сентября 1945 года
Сокращённое наименование — 63 сд — в/ч 08997

## История
На основании Приказа Ставки ВГК № 46081 от 20.03.1943, в марте — апреле 1943 года в селе Турынино, Калужского района Тульской области (ныне микрорайон Турынино в городе Калуга) под общим руководством полковника Ласкина Н. М. из штабов, частей и подразделений на базах 45-й и 86-й стрелковых бригад была сформирована 63-я стрелковая дивизия. В конце месяца она была сосредоточена в районе западнее Юхнова.
В конце апреля 1943 года дивизия была передислоцирована в район западнее города Юхнов, а 14 июля того же года направлена на Западный фронт в 21-ю армию и участвовала с ней в Смоленской, Ельнинско-Дорогобужской наступательных операциях. Её части преследовали отступающего противника в направлении Лога, Никольское, Ельня, затем в районе м. Баево перешли к обороне. С 19 октября 1943 года дивизия в составе 33-й и 5-й армий Западного и 3-го Белорусского (с апреля 1944 г.) фронтов находилась в обороне в районе Железково, Лапыревщина (Смоленская обл.). С 22 по 22 июня в составе 5-й армии 3-го Белорусского фронта участвовала в Витебско-Оршанской наступательной операции. 2 июля 1944 года за отличия в боях по прорыву витебского укрепрайона противника южнее города Витебск и на оршанском направлении севернее р. Днепр, а также за овладение городом Витебск ей было присвоено почетное наименование «Витебская». В последующем дивизия успешно действовала в Вильнюсской и Каунасской наступательных операциях. За овладение городом Вильнюс она была удостоена ордена Красного Знамени (25.7.1944).
С 3 по 14 августа 1944 года дивизия находилась в резерве 72-го стрелкового корпуса, затем с упорными боями первой вышла к государственной границе СССР с гитлеровской Германией (Восточная Пруссия) на рубеже Глобеле, Байорайце, Дворишкен, по вост. берегу р. Шешупа, где отражала контратаки пехоты и танков противника. С октября её части принимали участие в Гумбиненской наступательной операции. Указом ПВС СССР от 14 ноября 1944 г. за бои при прорыве обороны противника и вторжение в пределы Восточной Пруссии дивизия была награждена орденом Суворова 2-й ст. С 13 января 1945 г. она принимала участие в Инстербургско-Кёнигсбергской и Восточно-Прусской наступательных операциях.
С конца апреля 1945 года дивизия находилась в Восточной Пруссии на побережье Балтийского моря, активных боевых действий не вела и вместе с армией была выведена в резерв Ставки ВГК после чего переброшена на Дальний Восток в состав Приморской группы войск
В ходе Советско-японской войны 1945 года дивизия в составе 72-го стрелкового корпуса 5-й армии 1-го Дальневосточного фронта прорвала Дуннинский укрепрайон, преодолела Восточно-Маньчжурские горы и, развивая наступление, участвовала в овладении городами Ванцин и Гирин
После войны дивизия продолжила несение службы в составе 5-й армии Приморского военного округа, а с 1953 года в составе 72-го стрелкового корпуса 5-й армии Дальневосточного военного округа (бухта Тетюхе).
С 17 мая 1957 года дивизия преобразована в 1-ю отдельную стрелковую бригаду, которую уже осенью того же года расформировали.

## Полное название
63-я стрелковая Витебская Краснознамённая орденов Суворова и Кутузова дивизия

## Состав и награды
- 226-й стрелковый Витебский Краснознамённый полк

 (12 августа 1944 года- за прорыв обороны противника на реке Неман)
- 291-й стрелковый Ковенский Краснознамённый полк

 (19 февраля 1945 года- за прорыв обороны немцев в Восточной Пруссии)
- 346-й стрелковый Краснознамённый ордена Александра Невского полк

 (19 сентября 1945 года-за бои против японских войск на Дальнем Востоке)
 (19 февраля 1945 года- за прорыв обороны немцев в Восточной Пруссии)
- 26-й артиллерийский Краснознамённый ордена Александра Невского полк

 (12 августа 1944 года- за овладение городом Каунас)
 (19 сентября 1945 года-за бои против японских войск на Дальнем Востоке)
- 273-й отдельный истребительно-противотанковый ордена Александра Невского дивизион

 (26 апреля 1945 года- за разгром группировки немцев юго-западнее Кёнигсберга)
- 170-й отдельный саперный ордена Красной Звезды батальон

 (26 апреля 1945 года- за разгром группировки немцев юго-западнее Кёнигсберга)
- 51-й отдельный батальон связи (649 отдельная рота связи)
- 53-я отдельная разведывательная рота
- 116-й медико-санитарный батальон
- 34-я отдельная рота химической защиты
- 400-я автотранспортная рота
- 21-я полевая хлебопекарня
- 51-й дивизионный ветеринарный лазарет
- 1603-я полевая почтовая станция
- 78-я (1648) полевая касса Госбанка.

## Подчинение
| Дата            | Фронт                      | Армия                                  | Корпус                      | Примечания                                                                  |
| --------------- | -------------------------- | -------------------------------------- | --------------------------- | --------------------------------------------------------------------------- |
| 01.04.1943 года | Московский военный округ   |                                        | -                           | формирование, деревня Турынино, ныне одноимённый микрорайон в городе Калуга |
| 01.05.1943 года | Резерв ставки ВГК          | 3-я резервная армия (III формирования) | -                           | -                                                                           |
| 01.06.1943 года | Резерв ставки ВГК          | 3-я резервная армия (III формирования) | -                           | -                                                                           |
| 01.07.1943 года | Резерв ставки ВГК          | 3-я резервная армия (III формирования) |                             | -                                                                           |
| 01.08.1943 года | Западный фронт             | 21-я армия                             |                             | -                                                                           |
| 01.09.1943 года | Западный фронт             | 21-я армия                             | 69-й стрелковый корпус      | -                                                                           |
| 01.10.1943 года | Западный фронт             | 21-я армия                             | 70-й стрелковый корпус      | -                                                                           |
| 01.11.1943 года | Западный фронт             | 33-я армия                             | 61-й стрелковый корпус      | -                                                                           |
| 01.12.1943 года | Западный фронт             | 33-я армия                             | 61-й стрелковый корпус      | -                                                                           |
| 01.01.1944 года | Западный фронт             | 49-я армия                             | 62-й стрелковый корпус      | -                                                                           |
| 01.02.1944 года | Западный фронт             | 49-я армия                             | 62-й стрелковый корпус      | -                                                                           |
| 01.03.1944 года | Западный фронт             | 49-я армия                             | 62-й стрелковый корпус      | -                                                                           |
| 01.04.1944 года | Западный фронт             | 33-я армия                             | 62-й стрелковый корпус      | -                                                                           |
| 01.05.1944 года | 3-й Белорусский фронт      | 5-я армия                              | 65-й стрелковый корпус      | -                                                                           |
| 01.06.1944 года | 3-й Белорусский фронт      | 5-я армия                              | 72-й стрелковый корпус      | -                                                                           |
| 01.07.1944 года | 3-й Белорусский фронт      | 5-я армия                              | 72-й стрелковый корпус      | -                                                                           |
| 01.08.1944 года | 3-й Белорусский фронт      | 5-я армия                              | 72-й стрелковый корпуселору | -                                                                           |
| 01.09.1944 года | 3-й Белорусский фронт      | 5-я армия                              | 72-й стрелковый корпус      | -                                                                           |
| 01.10.1944 года | 3-й Белорусский фронт      | 5-я армия                              | 72-й стрелковый корпус      | -                                                                           |
| 01.11.1944 года | 3-й Белорусский фронт      | 5-я армия                              | 72-й стрелковый корпус      | -                                                                           |
| 01.12.1944 года | 3-й Белорусский фронтики Б | 5-я армия                              | 72-й стрелковый корпус      | -                                                                           |
| 01.01.1945 года | 3-й Белорусский фронт      | 5-я армия                              | 72-й стрелковый корпус      | -                                                                           |
| 01.02.1945 года | 3-й Белорусский фронт      | 5-я армия                              | 82-й стрелковый корпус      | -                                                                           |
| 01.03.1945 года | 3-й Белорусский фронт      | 5-я армия                              | 72-й стрелковый корпус      |                                                                             |
| 01.04.1945 года | 3-й Белорусский фронт      | 5-я армия                              | 72-й стрелковый корпус      |                                                                             |
| 01.05.1945 года | Резерв Ставки ВГК          | 5-я армия                              | 72-й стрелковый корпус      | -                                                                           |
| 01.06.1945 года | Резерв Ставки ВГК          | 5-я армия                              | 72-й стрелковый корпус      | -                                                                           |
| 01.07.1945 года | Приморская группа войск    | 5-я армия                              | 72-й стрелковый корпус      | -                                                                           |
| 01.08.1945 года | Приморская группа войск    | 5-я армия                              | 72-й стрелковый корпус      | -                                                                           |
| 01.09.1945 года | 1-й Дальневосточный фронт  | 5-я армия                              | 72-й стрелковый корпус      | -                                                                           |

## Командование

### Командиры
- Ласкин, Николай Матвеевич (18.04.1943 — 08.02.1945), полковник, с 22.02.1944 генерал-майор;
- Зорин, Николай Тимофеевич (09.02.1945 — 16.02.1945), полковник;
- Ласкин, Николай Матвеевич (17.02.1945 — 19.04.1945), генерал-майор;
- Гордиенко, Арсений Игнатьевич (20.04.1945 — ??.06.1945), полковник;
- Городовиков, Басан Бадьминович (09.07.1945 — ??.09.1945), генерал-майор;
- Савчук, Валерий Иванович (??.04.1949 — ??.05.1950), генерал-майор;
- Русаков, Владимир Васильевич (1950 — 12.10.1951), генерал-майор[13];
- Мальчевский, Александр Иванович (??.12.1951 — ??.10.1953), генерал-майор

### Заместители командира
- Рахманов, Корнилий Фёдорович (18.04.1943 — ??.01.1944), полковник

## Награды и наименования
| Награда (наименование)              | Дата             | За что награждена |
| ----------------------------------- | ---------------- | --- |
| Почётное наименование «Витебскская» | 2 июля 1944      | За отличия в боях по прорыву витебского укрепрайона противника южнее города Витебск и на оршанском направлении севернее реки Днепр, а также за овладение городом Витебск. |
| Орден Красного Знамени              | 25 июля 1944     | За образцовое выполнение заданий командования в боях с немецкими захватчикоми, за овладение городом Вильнюс и проявленные при этом доблесть и мужество |
| Орден Суворова II степени           | 14 ноября 1944   | За образцовое выполнение заданий командования при прорыве обороны немцев и вторжении в пределы Восточной Пруссии, проявленные при этом доблесть и мужество. |
| Орден Кутузова II степени           | 19 сентября 1945 | За образцовое выполнение заданий командования в боях против японских войск на Дальнем Востоке при форсировании реки Уссури, прорыве Хутоуского, Мишаньского, Пограничненского и Дуннинского укрепленных районов, овладении городами Мишань, Гирин, Яньцзи, Харбин и проявленные при этом доблесть и мужество |

Личному составу 63-й стрелковой Витебской Краснознамённой орденов Суворова и Кутузова дивизии объявлено 8 благодарностей в приказах Верховного Главнокомандующего:
- За овладение оперативно важным, крупным узлом дорог и важнейшим опорным пунктом обороны смоленского направления — городом Ельня. 31 августа 1943 года № 6.
- За прорыв сильно укрепленной и развитой в глубину обороны Витебского укрепленного района немцев, южнее города Витебск, на участке протяжением 30 километров, продвижение в глубину за два дня наступательных боев до 25 километров и расширение прорыва до 80 километров по фронту. 24 июня 1944 года № 116.
- За освобождение столицы Литовской Советской Республики города Вильнюс от фашистских захватчиков. 13 июля 1944 года № 136.
- За овладение штурмом городом и крепостью Каунас (Ковно) — оперативно важным узлом коммуникаций и мощным опорным пунктом обороны немцев, прикрывающим подступы к границам Восточной Пруссии. 1 августа 1944 года № 161.
- За овладение мощными опорными пунктами обороны противника — Ширвиндт, Наумиестис (Владиславов), Виллюнен, Вирбалис (Вержболово), Кибартай (Кибарты), Эйдткунен, Шталлупенен, Миллюнен, Вальтеркемен, Пиллюпенен, Виштынец, Мелькемен, Роминтен, Гросс Роминтен, Вижайны, Шитткемен, Пшеросьль, Гольдап, Филипув, Сувалки на территории Восточной Пруссии. 23 октября 1944 года № 203.
- За овладение штурмом укрепленными городами Пилькаллен, Рагнит и сильными опорными пунктами обороны немцев Шилленен, Лазденен, Куссен, Науйенингкен, Ленгветен, Краупишкен, Бракупенен. 19 января 1945 года № 231.
- За овладение штурмом в Восточной Пруссии городом Инстербург — важным узлом коммуникаций и мощным укрепленным районом обороны немцев на путях к Кенигсбергу. 22 января 1945 года № 240.
- За форсирование реки Уссури, прорыв Хутоуский, Мишаньский, Пограничненский и Дуннинский укрепленных районов японцев, преодоление труднодоступной горно-таежной местности, продвижение вперед на 500 километров и овладение городами Мишань, Гирин, Яньцзи, Харбин. 23 августа 1945 года. № 372.

## Отличившиеся воины дивизии
| Награда                 | Ф. И. О.                        | Должность                                                                      | Звание          | Дата награждения                                                                                | Примечания |
| ----------------------- | ------------------------------- | ------------------------------------------------------------------------------ | --------------- | ----------------------------------------------------------------------------------------------- | --- |
|                         | Базакин, Николай Николаевич     | командир роты 346-го стрелкового полка                                         | Лейтенант       | 24.03.1945                                                                                      | Звание Героя Советского Союза присвоено за прорыв обороны противника 17.08.1944 и вхождение в числе первых в Восточную Пруссию. |
|                         | Белов, Александр Фёдорович      | помощник командира взвода 346-го стрелкового полка                             | Старший сержант | 24.03.1945                                                                                      | Звание Героя Советского Союза присвоено за прорыв обороны противника 17.08.1944 и вхождение в числе первых в Восточную Пруссию. |
|                         | Покидько, Василий Маркович      | командир батальона 226-го стрелкового полка                                    | Капитан         | 24.03.1945                                                                                      | Звание Героя Советского Союза присвоено за прорыв обороны противника 17.08.1944 и вхождение в числе первых в Восточную Пруссию. |
|                         | Решетов, Павел Дмитриевич       | командир пулемётного отделения 226-го стрелкового полка                        | Сержант         | 24.03.1945                                                                                      | Звание Героя Советского Союза присвоено за то что в бою 27.07.1944 при попытке группы гитлеровцев вырваться из окружения юго-вост. Витебска со своим отделением нанёс им большой урон. Израсходовав боеприпасы и оставшись один, последней гранатой подорвал себя и 4 фашистов. |
|                         | Снитко, Иван Никитович          | заместитель командира батальона 291-го стрелкового полка                       | Капитан         | 24.03.1945                                                                                      | Звание Героя Советского Союза присвоено за то что на подступах к г. Каунас (Литов. ССР), действуя в составе десанта на САУ, подавил 4 огневые точки пр-ка, лично уничтожил до 30 гитлеровцев и 31.07.1944 в числе первых ворвался в город. Погиб в уличном бою. |
|                         | Тимонов, Фёдор Трофимович       | командир пулемётного расчёта 226-го стрелкового полка                          | Красноармеец    | 24.03.1945                                                                                      | Звание Героя Советского Союза присвоено за прорыв обороны противника 17.08.44 и вхождение в числе первых в Восточную Пруссию. |
|                         | Шаповалов, Иван Егорович        | заместитель командира батальона по политической части 291-го стрелкового полка | Капитан         | 24.03.1945                                                                                      | Звание Героя Советского Союза присвоено за то что 01.08.1944 его батальон десантом на танках первым ворвался в г. Ковно (Каунас). В уличных боях он заменил выбывшего из строя ком-ра батальона и успешно выполнил поставленную задачу. 15.08.1944 при прорыве обороны пр-ка на подступах к Восточной Пруссии он с группой бойцов первым преодолел противотанковый ров и завязал бой в траншеях пр-ка. Был тяжело ранен и умер. |
|                         | Шишмаков, Илья Николаевич       | стрелок 226-го стрелкового полка                                               | Красноармеец    | 24.03.1945                                                                                      | Звание Героя Советского Союза присвоено за то что 29.7.1944 в боях на подступах к г. Каунас. Когда рота залегла под пулемет. огнём пр-ка, он подобрался к вражескому расчёту, уничтожил его и огнём из захваченного пулемёта оказал эффективную поддержку вновь поднявшемуся в атаку подразделению. Поставленная задача была выполнена. Был тяжело ранен и умер.                                                                |
|                         | Рачков, Иосиф Матвеевич         | командир отделения взвода пешей разведки 346-го стрелкового полка              |                 | 13.9.1944 30.11.1944 15.04.1945                                                                 | Погиб в бою в апреле 1945 года |
|                         | Рябиков, Илья Григорьевич       | телефонист миномётной роты 346-го стрелкового полка                            | Ефрейтор        | 19.09.1944 14.12.1944 19.04.1945                                                                | |
|                         | Шахрай, Василий Семёнович       | старший разведчик 26-го артиллерийского полка                                  | Ефрейтор        | 04.05.1944 20.12.1944 помощник командира взвода 53-й отдельной разведывательной роты 15.05.1946 | |
| Орден Славы III степени | Пряженников, Степан Григорьевич | помощник командира взвода 53-й отдельной разведывательной роты                 | Сержант         | 27.01.1944 III степени                                                                          | Будущий полный кавалер Ордена Славы погиб 16.01.1945 |